# Dornspeckkäfer
Der Dornspeckkäfer (Dermestes maculatus) ist ein Käfer aus der Familie der Speckkäfer (Dermestidae).

## Merkmale
Die Käfer sind braun oder schwarz und erreichen eine Größe von fünf bis zehn Millimetern. Die Flügeldecken sind mit einer schwarzen Behaarung versehen, in die weiße Härchen eingestreut sind. Weitere weiße Härchen befinden sich an den Halsschildseiten. Diese sind schräg nach innen gedreht, das Schildchen ist gelblich behaart. Die Behaarung der Oberseite kann auch einfarbig schwarz oder grau sein. Sowohl die Weibchen als auch die Männchen besitzen an den terminalen Enden der Elytren kleine Dornen. Der jeweils größte dieser Dornen befindet sich an der gespreizten Flügelnahtspitze. Die Fühler sind rostbraun gefärbt, die Beine sind dunkelbraun. Die Unterseite des Käfers ist weiß.

### Ähnliche Arten
- Dermestes carnivorus Fabricius, 1775
- Dermestes frischi Kugelann, 1792[1][2] Flügeldeckenenden nicht bedornt und ohne Zacken.

### Synonyme
- Dermestes vulpinus Fabricius, 1791[3]

## Vorkommen
Der Dornspeckkäfer ist ein weltweit verbreiteter Vorratsschädling an fetten Lebensmitteln wie Speck oder getrocknetem Fisch. Er ist ein Kulturfolger.

## Verwendung in der Skelettvorbereitung
Dermestes maculatus ist die Art von Aaskäfer, die typischerweise von Universitäten und Museen verwendet wird, um das Fleisch von Knochen in der Skelettherstellung zu entfernen. Als Besonderheit bleiben die Sehnen und damit das Gefüge der Knochen erhalten. Diese Methode wird seit über 150 Jahren angewendet.

## Bildergalerie

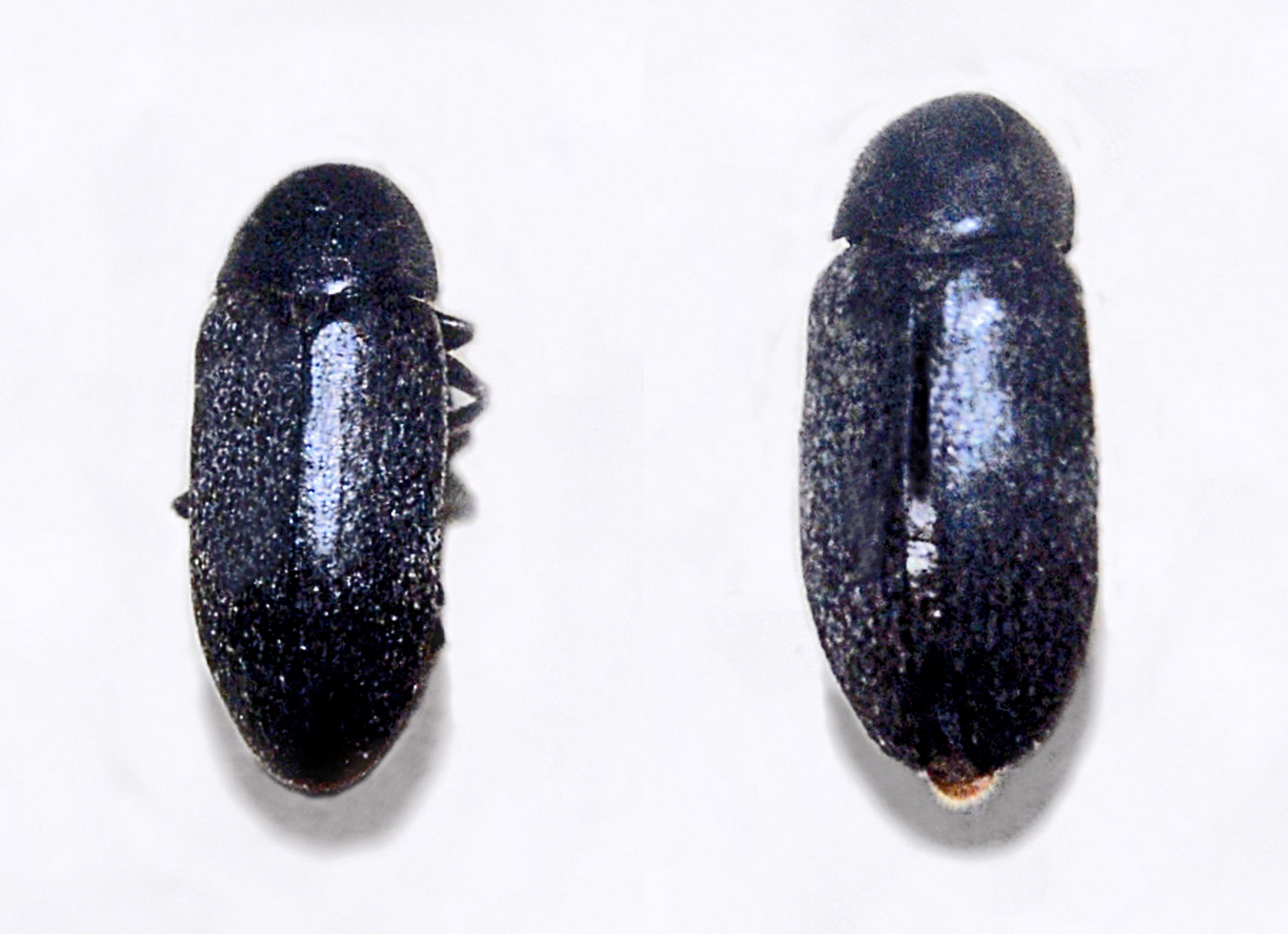
Museumsexemplare
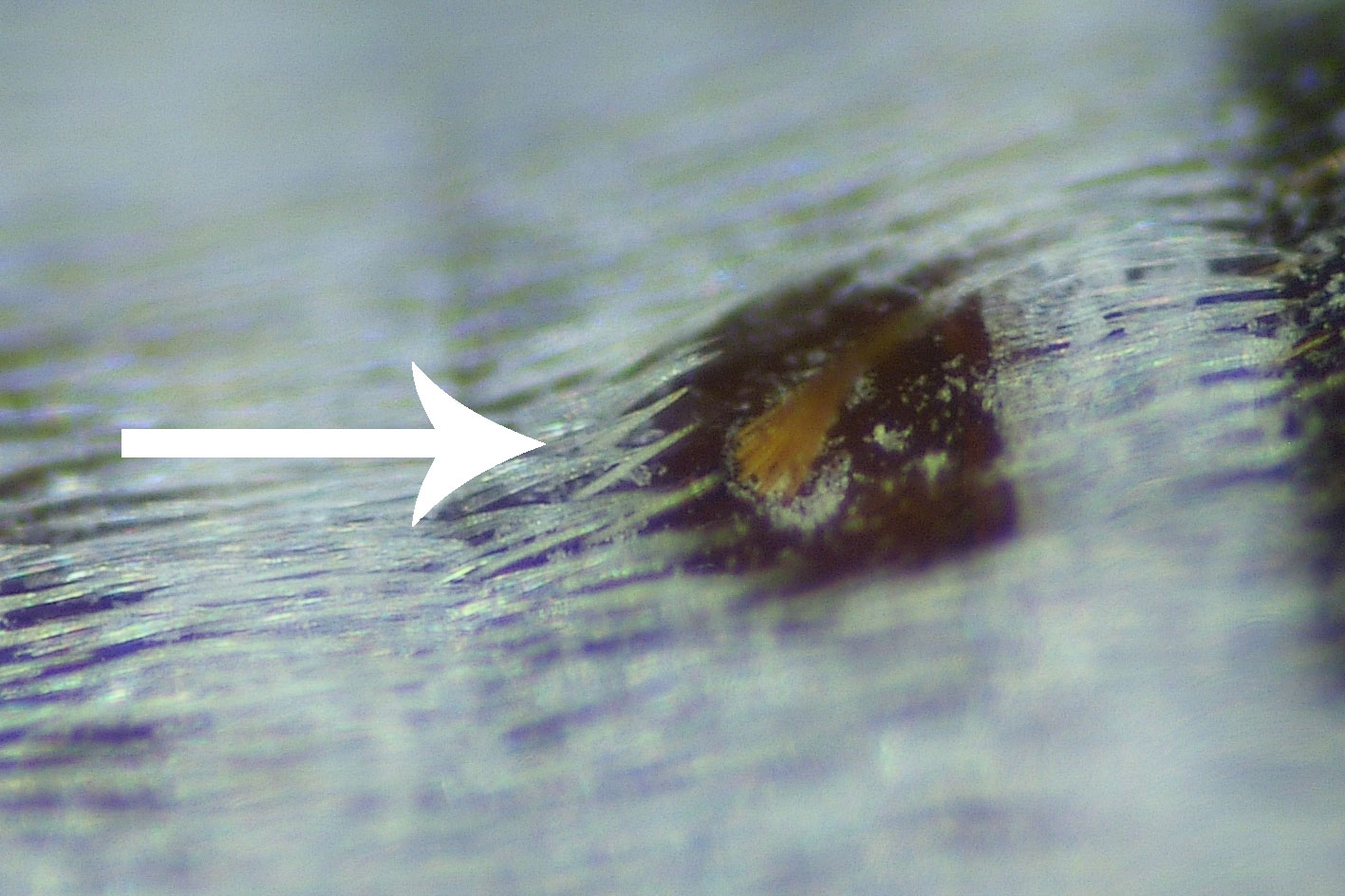
Männliche Pheromondrüse
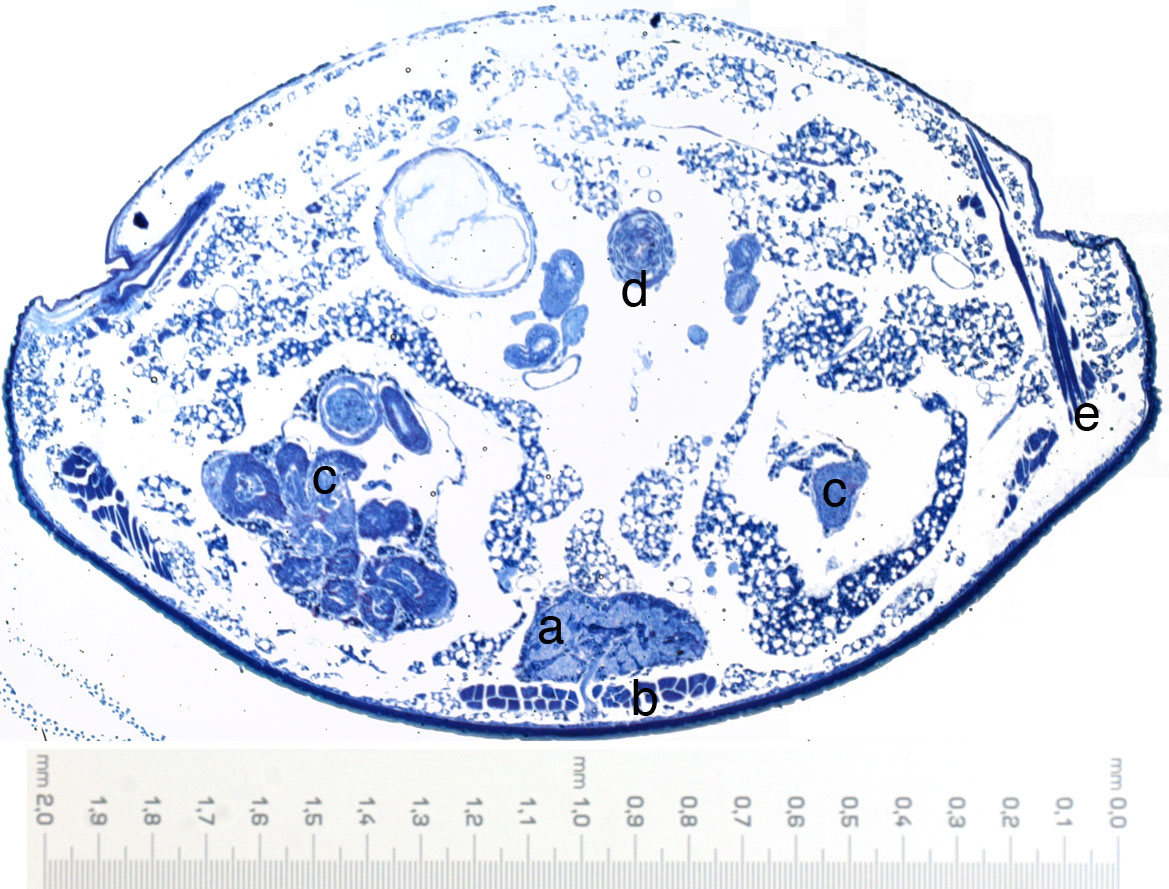
Männliche Pheromondrüse. Histologischer Querschnitt durch das 4. Abdominalsegment eines Männchens. a: Pheromondrüse, b: Längsmuskulatur, c: Testes, d: Darm und e: Quermuskulatur
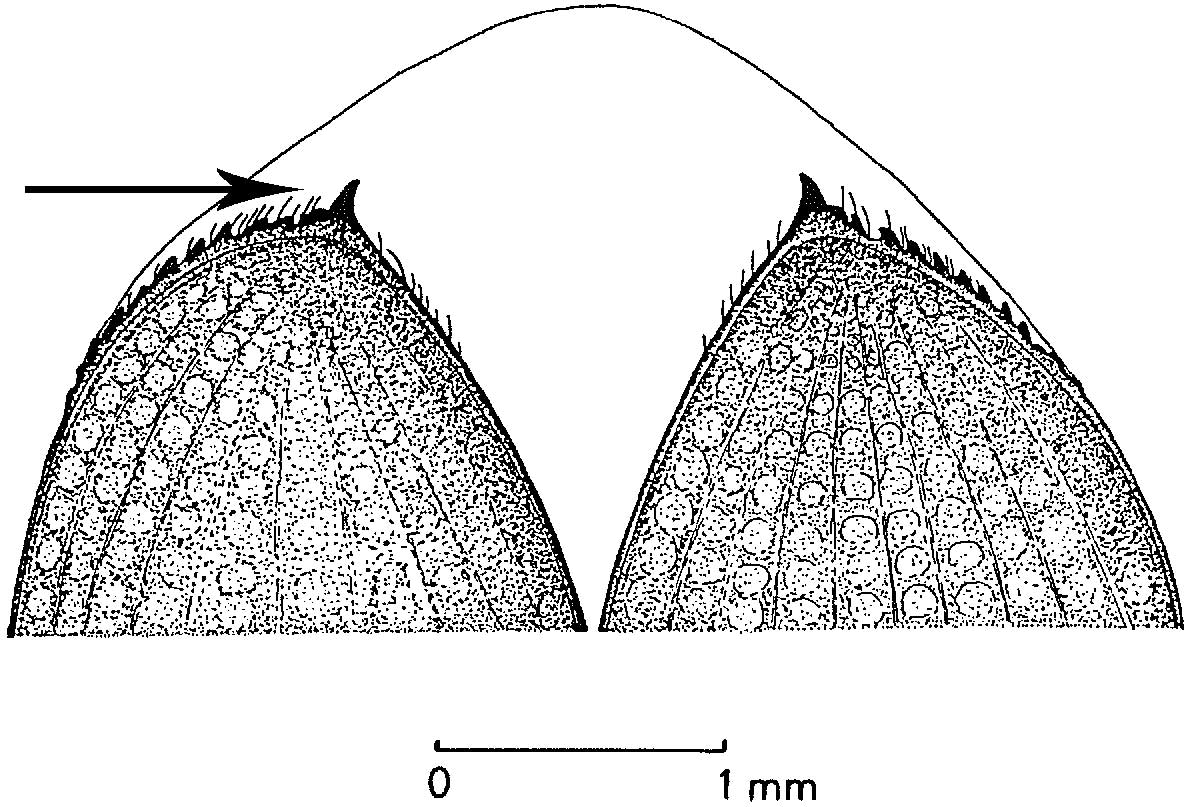
Spitzen der Elytren mit den charakteristischen Dornen